# Sanderite
La sanderite è un minerale.